# Yvonne Ntacyobatabara Basebya
Yvonne Ntacyobatabara Basebya (Kinoni, préfecture Ruhengeri, Rwanda, 8 februari 1947 – Reuver, Nederland, 24 februari 2016) was een Nederlands/Rwandees misdadiger die op 1 maart 2013 door de Rechtbank Den Haag werd veroordeeld tot 6 jaar en 8 maanden gevangenisstraf voor opruiing tot genocide.

## Levensloop
Basebya werd op 8 februari 1947 geboren in Kinoni, provincie Ruhengeri, in Rwanda als jongste in een Hutu-gezin van zes kinderen (drie jongens en drie meisjes). Haar vader en twee broers overleden toen Basebya nog jong was. Zij zat in Kinoni op de basisschool en ging daarna naar internaten in Nyundo, Rwaza en Muramba. Zij rondde in 1966 een opleiding tot onderwijzeres af. Zij werkte van 1966 tot 1968 als lerares in Kinoni. In 1968 leerde zij haar man kennen die tevens Hutu was. Na haar baan als lerares in Kinoni kwam zij als ambtenaar bij het Ministerie van Financiën en Economische zaken te werken. Vanaf 1982 tot 1994 werkte zij bij het Ministerie van Landbouw, als leidinggevende van het verkooppunt Kigali voor het zuivelproject GBK.126. Haar man was van 1983 tot 1994 parlementslid voor de Mouvement Révolutionnaire Nationale pour le Dévelopment (MRND) – een voornamelijk uit Hutu's bestaande regeringspartij. Samen met haar man kreeg zij zeven kinderen, van wie er een op jonge leeftijd overleed.

### Kigali
Vanaf 1970 woonde Basebya met haar gezin in de Rwandese hoofdstad Kigali in de secteur Gikondo. Destijds woonden in Gikondo Hutu's en Tutsi's van verschillende sociale klassen, waaronder enkele notabelen. Bovendien waren er veel prominenten uit de extremistische pro-Hutu-beweging woonachtig, waaronder Martin Bucyana (voorzitter van de Coalition pour la Défense de la République, CDR – een radicale anti-Tutsi-groep), Gaspard Gahigi (vicevoorzitter van de CDR), Jean Sefara (hoofdredacteur van de Radio Télévision Libre des Mille Collines, RTLM – een door Hutu-extremisten opgericht radiostation) en andere vooraanstaande leden van de MRND en CDR. Vanaf 1992 waren diverse extremistische jongerengroepen van de CDR en MRND, de Interahamwe ('zij die tezamen staan/aanvallen') en Impuzamugambi ('zij die hetzelfde/één doel hebben'), in de secteur actief. Tegen het einde van 1993 werd de wijk een centrum voor het politieke activisme van de MRND en CDR. Het huis van Basebya in Gikondo stond in een dichtbevolkte buurt. Het huis had een veranda die enkele treden hoger lag dan het erf ervoor en het perceel werd middels een muur en een haag afgeschermd van de straat.

### Vlucht vanuit Rwanda
Medio 1994 ontvluchtte het gezin de hoofdstad en verbleven zij eerst in Gisenyi in het noordwesten van Rwanda. In juli 1994 vluchtten zij eerst naar Goma (thans Democratische Republiek Congo) en later naar Uvira. Eind 1994 zijn zij vertrokken naar Tanzania en vervolgens Kenia. In december 1997 is de echtgenoot van Basebya naar Nederland gereisd en heeft daar asiel aangevraagd, welke aanvraag op 25 maart 1998 werd ingewilligd. Op 6 oktober 1998 kwam Basebya met twee kinderen naar Nederland om zich bij hem aan te sluiten. Het gezin woonde in Reuver, Limburg. Later kwamen nog twee kinderen van het echtpaar over naar Nederland. Op 7 december 2004 werd het echtpaar genaturaliseerd en verkreeg het de Nederlandse nationaliteit. Basebya was werkzaam als vrijwilligster bij de parochie in Reuver en als schoonmaakster in de kerk. Tot aan haar arrestatie onderhield zij tevens contacten met Hutu-extremisten.

### Veroordeling voorgacaca-rechtbank
Op 26 januari 2001 werd middels een organieke wet in Rwanda een systeem van overgangsjustitie opgezet. Deze traditionele rechtbanken, zogenoemde gacaca-rechtbanken (uitspraak: /ɡɑtʃɑtʃɑ/), waren belast met de berechting van minder zware categorieën misdadigers van de genocide. Naast het systeem van gacaca-rechtbanken stond het nationale rechtssysteem van overheidsrechtbanken die de zwaardere categorieën van genocidairs, zoals de planners en leiders, moest berechten. De gacaca-rechtbanken bestonden uit een rechtstreeks gekozen college van niet-juridische leken (Inyangamugayo) die een korte zesdaagse training krijgen. Basebya werd in 2007 voor haar aandeel in de genocide door een gacaca-rechtbank bij verstek tot een levenslange gevangenisstraf veroordeeld.

## Arrestatie en tenlastelegging
In mei 2007 startte het Landelijk Parket, naar aanleiding van een bericht van het Rwandese Openbaar Ministerie en mensenrechtenorganisatie 'African Rights', een onderzoek (codenaam Vos) naar de mogelijke betrokkenheid van Basebya's echtgenoot bij de Rwandese genocide van 1994. Op 10 december 2007 werd aan de Rwandese autoriteiten verzocht om meer informatie over de echtgenoot. Uit de toegezonden stukken bleek dat Basebya door verscheidene getuigen werd genoemd als leidinggevende van de CDR. Tevens werd aan het Rwandatribunaal ondersteuning gevraagd. Het tribunaal stuurde een in december 1994 door Collectif des Ligues et Associations de Défense des Droits de L'Homme opgemaakt rapport door. Bij dit rapport zat een lijst met verdachte genocidairs waarop zowel Basebya als haar echtgenoot stonden. Getuigen die een verklaring aflegden naar aanleiding van een Deense strafzaak tegen een Rwandese genocideverdachte bevestigden Basebya's rol in de Rwandese genocide. Tot slot was de nationale recherche naar Rwanda afgereisd. Aldaar werden diverse getuigen gehoord en werd onderzoek gedaan bij de gacaca-rechtbanken die belast waren met het berechten van misdadigers uit de genocide. De nationale recherche kreeg daarbij onder meer de beschikking over het gacaca-dossier van Basebya. Naar aanleiding van deze feiten werd Basebya betrokken bij het onderzoek Vos.
Op 12 mei 2010 werd er een artikel gepubliceerd in een Rwandese krant over het opsporingsonderzoek jegens Basebya. Naar aanleiding hiervan werd het opsporingsonderzoek versneld. Op 11 juni 2010 werd een huiszoeking verricht en op 21 juni 2010 werd Basebya aangehouden. Ze werd dezelfde dag nog in verzekering gesteld en op 24 juni 2010 werd de bewaring gevorderd en toegewezen. Intussen liepen het opsporingsonderzoek van de nationale recherche en het gerechtelijk vooronderzoek van de Rechter-Commissaris gewoon door en werden daarbij diverse getuigen in binnen- en buitenland gehoord. Op 18 juni 2012 werd het voorarrest van Basebya, mede vanwege persoonlijke omstandigheden en de lange duur, door de rechtbank geschorst. Dit betekende dat zij haar proces verder in vrijheid kon afwachten.

### Tenlastelegging
De tenlastelegging strekte zich uit over zes verschillende feiten gepleegd in de periode van oktober 1990 tot en met juli 1994:
1. betrokkenheid als intellectueel dader, subsidiair uitlokker, bij genocide in Gikondo, specifiek:
  - de moord op twee personen en de verkrachting van een ander op 22 februari 1994;
  - de massamoord op Tutsi's in de Pallottikerk op 22 februari 1994;
  - de moord op een persoon op 11 april 1994;
2. poging tot genocide in haar woonomgeving;
3. medeplegen van de moord op één persoon;
4. samenspanning tot genocide in haar woonomgeving;
5. opruiing tot genocide in haar directe woonomgeving;
6. tezamen en in vereniging met anderen plegen van oorlogsmisdrijven, specifiek de oorlogsmisdrijven aanranding van de menselijke waardigheid en bedreiging.[19]

## Uitspraak
In haar uitspraak van 1 maart 2013 sprak de rechtbank Basebya vrij van het medeplegen en uitlokken van, de samenspanning tot en de medeplichtigheid bij genocide, de poging tot genocide, de moord en het plegen van oorlogsmisdrijven. In algemene zin achtte de rechtbank wettig en overtuigend bewezen dat Basebya 'vanaf de oprichting van de CDR over een langere periode veelvuldig optrad als animatrice op bijeenkomsten van de CDR waarin op agressieve wijze haat werd gezaaid tegen Tutsi's en werd opgeroepen Tutsi's te doden.' Daarnaast achtte zij wettig en overtuigend bewezen dat Basebya 'actief betrokken was bij de rekrutering van abakarani en anderen voor de CDR-jeugd en deze jongeren voorzag van geld, uniformen en voeding.' Niet werd wettig en overtuigend bewezen verklaard dat Basebya 'betrokken was bij de opstelling van "dodenlijsten".' Specifiek met betrekking tot het medeplegen et cetera van (pogingen) tot genocide en moord overwoog de rechtbank dat er onvoldoende wettig bewijs was waaruit de betrokkenheid van Basebya bleek. Over de oorlogsmisdrijven oordeelde de rechtbank dat niet voldaan was aan het 'nexusvereiste' dat dient te bestaan tussen het gepleegde misdrijf en een gewapend conflict. Een en ander leidde tot vrijspraak van Basebya voor deze feiten.
Wel achtte de rechtbank wettig en overtuigend bewezen dat Basebya 'zich heeft schuldig gemaakt aan opruiing tot genocide, meermaals gepleegd' door van 22 februari 1992 tot 6 april 1994 'op straat in de directe omgeving van haar woning en op de binnenplaats van haar woning en bij een naastgelegen bar [...], zichtbaar en hoorbaar vanaf de openbare weg' tot genocide op te ruien door de Tubatsembesembe voor te zingen. De rechtbank stelde hiervoor vast dat Basebya veelvuldig optrad als animatrice op bijeenkomsten van de CDR, waarbij opgeroepen werd om de Tutsi uit te roeien, en dat dit onder andere gebeurde door het onder leiding van Basebya zingen van het lied Tubatsembesembe (wat zoveel betekent als 'laten wij hen uitroeien'). Bovendien zong zij dit lied met het specifieke oogmerk om Tutsi uit te roeien en deed zij dit in het openbaar, omdat de bijeenkomsten vanaf de openbare weg gevolgd konden worden. Een en ander leidde tot veroordeling van Basebya voor opruiing tot genocide.
De rechtbank veroordeelde Basebya tot zes jaren en acht maanden gevangenisstraf – de maximaal op te leggen straf voor opruiing tot genocide onder de oude regeling van de Uitvoeringswet genocideverdrag. De rechtbank overwoog daarbij expliciet dat het dit deed 'in het besef dat deze straf onvoldoende recht doet aan de buitengewone ernst van de bewezenverklaarde strafbare feiten.'

### Hoger beroep
Enerzijds was het Openbaar Ministerie tevreden met de uitspraak, omdat duidelijk was dat de daders niet straffeloos zouden blijven, anderzijds vond het OM de straf niet voldoende recht doen aan de gepleegde feiten. Basebya was het oneens met het vonnis, omdat jurisprudentie van het Rwandatribunaal onjuist zou zijn toegepast en omdat de rechtbank diverse ontlastende getuigenverklaringen zou hebben genegeerd. Zowel het Openbaar Ministerie als Basebya tekenden beroep aan tegen het vonnis van de rechtbank. Later trokken zowel het OM als Basebya hun hoger beroep in. Volgens het Openbaar Ministerie waren er wel voldoende aanknopingspunten die een hoger beroep rechtvaardigden, maar gezien capaciteit die zo'n zaak vraagt werd toch besloten het beroep in te trekken. Basebya was het weliswaar nog steeds oneens met het vonnis, maar trok het beroep wegens persoonlijke omstandigheden in. Hierdoor werd het vonnis van de rechtbank, en dus de opgelegde straf, definitief.